# Landkreis Roth
Landkreis Roth är ett distrikt (Landkreis) i Mittelfranken i det tyska förbundslandet Bayern.

## Geografi
I syd har distriktet andel av bergsområdet Fränkische Alb, dessutom finns ett större antal sjöar i distriktet, några av dessa är konstgjort.